# Mori no Tonto Tachi
Elves of the Forest (яп. 森のトントたち Мори но Тонто Тати) — японский аниме-сериал, выпущенный студиями Zuiyo Enterprise и Shaft. Транслировался по телеканалу Fuji TV с 5 октября 1984 года по 29 марта 1985 года. Сериал также транслировался на территории Франции, Испании и Италии.

## Сюжет
Далеко на Северном полюсе живёт Санта-Клаус, его жена и дети. Ему служат маленькие эльфы, которые вместе живут в маленьком деревянном городке, их главная задача — помочь Санте в изготовлении игрушек перед Рождеством. В посёлке живут 7 детей: 4 девочки и 3 мальчика, вместе они проходят новые и весёлые приключения.

## Роли озвучивали
- Цуру Хироми — Элиза
- Судзуоки Хиротака — Эркки
- Косэй Томита — Джулупукки
- Маюми Танака — Маури
- Миёко Асо — Муори
- Рихоко Ёсида — Элми
- Юри Насива — голос за кадром
- Ютака Симака — Пертти
- Хитоми Ойкава — Карина